# 기요하라촌 (도치기현)
기요하라촌(清原村)은 도치기현의 동부, 하가군에 속했던 촌이다.
하가군의 자치단체였으나 우쓰노미야시 및 가와치군과의 연계가 강해 우쓰노미야시와 편입 합병되었다. 그러나 모카 신문의 배포 지역에 포함되어 있는 점, 모카 시내의 기업에 출퇴근하는 사람이 많은 점, 모카 시내의 고등학교에 통학하는 사람이 많은 점 등, 우쓰노미야시 내에서는 비교적으로 하가군 지역과의 연계가 강한 지역이기도 하다.

## 역사
- 1889년 4월 1일 - 정촌제 시행에 의해 하가군 기요하라촌이 성립하였다.
- 1954년 8월 10일 - 우쓰노미야시에 편입해 소멸하였다.

## 참고문헌
- 『栃木県町村合併誌 第二巻』 栃木県、1955年4月。